# 철강 도시
철강 도시는 대규모 철강 생산으로 알려진 수많은 도시들을 일컫는 별명이다.

## 목록

### 대한민국
- 포항
- 광양

### 미국
- 콜로라도주 푸에블로군 푸에블로
- 인디애나주 게리
- 미시간주 디트로이트
- 오하이오주 클리블랜드
- 오하이오주 미들타운
- 오하이오주 로레인군 로레인
- 오하이오주 마호닝군 영스타운
- 뉴욕주 버펄로
- 펜실베이니아주 피츠버그
- 펜실베이니아주 캠브리아군 존스타운
- 펜실베이니아주 베슬리헴
- 앨라배마주 버밍햄

### 영국
- 잉글랜드 사우스요크셔주 셰필드
- 잉글랜드 노스요크셔주 미들즈브러
- 웨일스 니스포트탤벗 포트탤벗

### 캐나다
- 온타리오주 해밀턴
- 온타리오주 수세인트마리
- 노바스코샤주 시드니

### 호주
- 뉴사우스웨일스주 뉴캐슬
- 뉴사우스웨일스주 울런공
- 사우스오스트레일리아주 화이앨라

### 중화인민공화국
- 랴오닝성 안산시
- 허베이성 탕산시
- 후베이성 우한시

### 일본
- 후쿠오카현 기타큐슈시
- 홋카이도 이부리 지청 무로란시

### 프랑스
- 그랑테스트 뫼르테모젤주 뇌브메종

### 독일
- 노르트라인베스트팔렌주 뒤스부르크
- 자를란트주 뵐클링엔

### 오스트리아
- 오버외스터라이히주 린츠

### 러시아
- 리페츠크주 리페츠크
- 볼로그다주 체레포베츠
- 첼랴빈스크주 마그니토고르스크
- 케메로보주 노보쿠즈네츠크

### 이탈리아
- 움브리아주 테르니도 테르니

### 브라질
- 리우데자네이루주 보우타헤돈다

### 폴란드
- 실롱스크주 카토비체
- 실롱스크주 호주프

### 체코
- 모라바슬레스코주 오스트라바

### 슬로바키아
- 코시체주 코시체

### 인도
- 마디아프라데시주 치힌드와라
- 마하라슈트라주 잘나
- 자르칸드주 잠셰드푸르
- 자르칸드주 보카로
- 차티스가르주 빌라이
- 오디샤주 조다
- 오디샤주 칼린가나가르
- 오디샤주 루켈라
- 카르나타카주 비자야나가라
- 안드라프라데시주 비샤카파트남
- 타밀나두주 살렘

### 튀르키예
- 종굴다크주 카라데니즈에렐리

### 헝가리
- 보르쇼드어버우이젬플렌 주 미슈콜츠

### 슬로베니아
- 예세니체

### 보스니아헤르체고비나
- 보스니아 헤르체고비나 연방 제니차도보이주 제니차